# Kruisvaardersinvasie van Egypte
De Kruisvaardersinvasie van Egypte (1154 - 1169) bestond uit een aantal campagnes gevoerd door het koninkrijk Jeruzalem om zijn positie in de Levant te versterken ten koste van het verzwakte Kalifaat van de Fatimiden in Egypte.

## Achtergrond
In de nasleep van de Eerste Kruistocht en de Slag bij Ascalon van 1099 bleven de Fatimiden uit Egypte plundertochten ondernemen tegen de kruisvaarders in hun nieuw veroverde koninkrijk. Ondertussen had Zengi, gouverneur van Aleppo, in het noorden een aantal aanvallen uitgevoerd, waarbij het vorstendom Antiochië grote schade had geleden.

De Tweede Kruistocht (1146-1148) was erop gericht om de schade te herstellen die door Zengi was toegebracht. De aanval werd echter gericht op Damascus, Zengi's rivaal. Het beleg werd een mislukking, en de kruisridders hoopten nu in de richting van Egypte te expanderen.
Tijdens de daar in de 12e eeuw heersende dynastie der Fatimiden waren interne ruzies meer regel dan uitzondering. De macht lag niet bij de kalief, die niet meer dan een pion was, maar bij zijn grootvizier, de belangrijkste bestuurder. De instabiele situatie in Egypte maakte het rijp voor inname door een machtiger partij; zowel de kruisvaarders als de Syriërs onder Zengi hadden hun oog erop laten vallen.
De oorlog begon tijdens conflicten rond de opvolging van de kalief. Terwijl een deel van de Egyptenaren de hulp inriep van de Syrische vorst Nur ad-Din, zochten anderen contact met de kruisvaarders. Er brak een burgeroorlog uit, en de scheidslijn liep tussen twee religies: moslims en christenen.

## Overzicht
De verovering van de Palestijnse stad Ascalon door de kruisvaarders in 1154 (zie Beleg van Ascalon) betekende dat het kalifaat op twee fronten in oorlog was, met een vijandelijke basis vlak bij de grens met Egypte.
Een aantal Syrische campagnes in Egypte werd afgestopt door de agressieve campagnes van koning Amalrik I van Jeruzalem. Maar de kruisvaarders hadden ook niet alles mee, hoewel verschillende steden geplunderd werden. Een gecombineerd beleg van Damietta door Byzantijnen en kruisvaarders in 1169 mislukte ook. Datzelfde jaar werd de Koerdische generaal Salah ad-Din in Egypte tot vizier benoemd; hij is bij ons bekend als Saladin. In 1171 werd hij sultan van Egypte en bracht hij wat meer eenheid in zijn rijk, waardoor de kruisvaarders zich moesten terugtrekken om zich bezig te houden met de verdediging van hun koninkrijk, dat nu door twee sterke buren omringd werd. Het zou nog zestien jaar standhouden tot Jeruzalem opnieuw viel.
Na de val van Jeruzalem in 1187 gingen de kruisvaarders zich steeds meer op Egypte richten en minder op de Levant. Tijdens de Derde Kruistocht hield Richard Leeuwenhart tweemaal een pleidooi voor een invasie van Egypte. Indien Egypte in christelijke handen zou komen, hadden de kruisvaarders meer mankracht om het Heilig Land opnieuw in te nemen. De moslimwereld had immers steeds weer profijt van de soldaten en middelen uit deze regio. De daaropvolgende kruistochten (de Vierde, Vijfde, Zevende, Achtste en de Alexandrijnse Kruistocht) werden allemaal op Egyptisch grondgebied uitgevochten, met tijdelijke overwinningen en verliezen als gevolg. Het leverde uiteindelijk niets op voor de kruisvaarders: rond 1291 werd het laatste grote kruisvaardersbolwerk Akko veroverd en het Heilig Land verviel aan de strijdkrachten van de mammelukken.

## Campagne 1 en 2 (1163-1164)

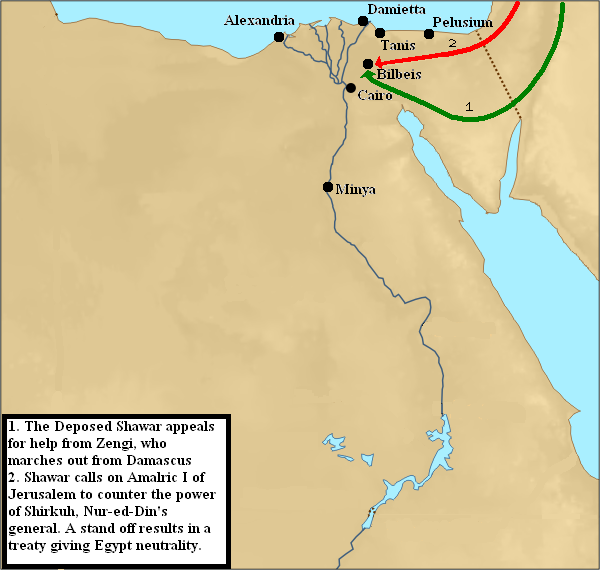
Tweede invasie van Egypte

Shawar, de afgezette vizier van Egypte, riep de hulp van Nur ad-Din in om hem in zijn oude positie te herstellen. Deze stuurde zijn generaal Asad ad-Din Shirkuh met een leger, in de hoop dat een verbond tussen Syrië en Egypte ook de ondergang van het koninkrijk Jeruzalem zou inluiden. In mei 1164 werd Shawar opnieuw geïnstalleerd als vizier van Egypte. Hij was echter vooral vizier in naam, omdat Nur ad-Din Shirkuh tot heerser van Egypte had benoemd. Shawar kon daarmee niet instemmen en wendde zich tot aartsvijand Amalrik I van Jeruzalem.
Amalrik I had zijn eigen plannen voor Egypte. Shawars uitnodiging om naar Egypte te komen kon hij niet weerstaan. Bij Bilbeis, een vesting ten oosten van de Nijl, belegerde Amalrik samen met Shawar de stad waarin Shirkuh zich bevond. Maar Nur ad-Din trok ondertussen op tegen het vorstendom Antiochië, en tijdens de Slag bij Harim werden de vorsten Bohemund III van Antiochië en Raymond III van Tripoli gevangengenomen. Amalrik moest zijn beleg plotseling afbreken en zich naar het noorden spoeden om de kruisvaardersstaten te verdedigen. Niettemin verliet Shirkuh Egypte, waardoor Shawar in feite winnaar werd en de heerschappij in Egypte verwierf.

## Campagne 3 en 4 (1166-1169)

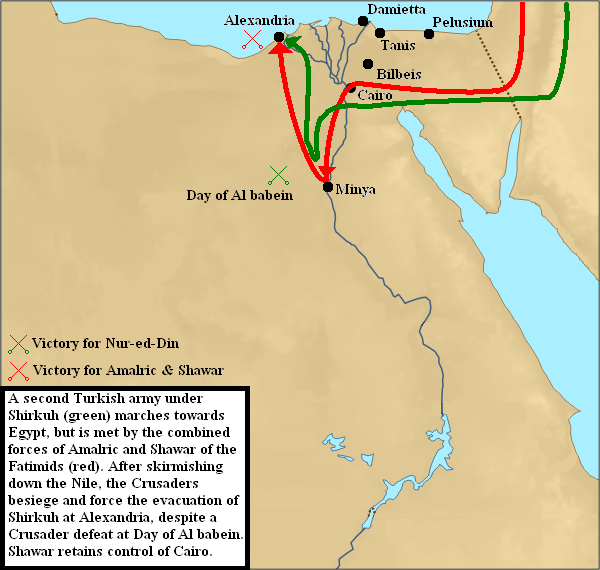
Derde invasie van Egypte.

Shawars regeerperiode in Egypte was van korte duur. Shirkuh keerde in 1166 terug naar Egypte. Shawar probeerde zijn kruisvaarderstroef opnieuw uit te spelen, en Amalrik geloofde nu in een andere tactiek: hij wilde een confrontatie op open terrein en dacht zo een makkelijke overwinning te boeken. Amalrik kon daarbij voor bevoorrading en andere middelen steun vinden vanuit zee, terwijl Shirkuh die steun miste. Amalrik trok met zijn leger op langs de korte kustroute en kon zich snel bij zijn bondgenoot Shawar aansluiten, nog net voor Nur ad-Dins generaal Shirkuh met zijn leger arriveerde.
Terwijl het gezamenlijke kruisvaarders- en Fatimidenleger zich samentrok bij Caïro, deed Shirkuh een onverwachte zet en trok met zijn leger vanaf de piramiden van Gizeh zuidwaarts. Het gecombineerde leger achtervolgde het Zengidenleger en in de Slag bij al-Babein kwam het tot een bloedig treffen, maar de slag bleef onbeslist. Vervolgens achtervolgden de gecombineerde strijdkrachten de Syriërs noordwaarts, omdat Shirkuh daar van plan was om Alexandrië te belegeren. Maar nadat hij een kruisvaardersvloot voor anker zag liggen, wist hij dat zijn kansen beperkt waren. Uiteindelijk kwam het tot onderhandelingen, en Shirkuh beloofde dat hij zich zou terugtrekken als de kruisvaarders dat ook deden. Amalrik bedong een schatting van de Egyptenaren en trok zich vervolgens terug, een hem gunstig gezinde vizier Shawar op de troon achterlatend.
Voordat de vierde campagne startte zou Amalrik er goed aan gedaan hebben om de grenzen met Syrië te versterken, maar hij liet zich door de Hospitaalridders verleiden om Egypte opnieuw binnen te vallen en het definitief te veroveren. Daarbij zou hij steun ontvangen van het Byzantijnse Rijk. Het idee ontstond in 1166 toen Amalrik om hulp verlegen zat tijdens de Slag bij al-Babein; Manuel I Komnenos was dit niet vergeten en stuurde hulp. Amalrik voerde opnieuw een aanval op Bilbeis uit in 1168, waarna de gehele bevolking werd afgeslacht. Daardoor verspeelde hij de steun van de Koptische christenen, die tot dan toe de kruisvaarders als bevrijders hadden gezien.
Shawar zocht nu zelf hulp in Damascus, vanwaar opnieuw zijn oude vijand generaal Shirkuh gestuurd werd. Deze wist Amalrik uit Egypte te verdrijven, hij veroverde Caïro, liet de onbetrouwbare vizier Shawar vermoorden en werd zelf grootvizier. Hij overleed echter nog geen twee maanden later aan de gevolgen van een peritonsillair abces, waarna zijn neef Saladin hem opvolgde als regent.
Bij Damietta formeerde het verbond van Byzantijnen en kruisvaarders zich en begon met het belegeren van de havenstad. De kruisvaarders plunderden de stad, maar werden na drie maanden verlaten door de Byzantijnen. In 1171 riep Saladin zich uit tot sultan, terwijl Amalrik gedwongen werd om zich terug te trekken, aangezien hij hoge verliezen had geleden door voedseltekort en ziektes.

## Nasleep
De orde van de Hospitaalridders was bankroet na de campagne, maar wist zich al gauw financieel te herstellen. Dat kon niet van het Koninkrijk Jeruzalem gezegd worden, dat nu omringd was door vijanden. Zijn ondergang werd onvermijdelijk. Saladin kreeg behalve in Egypte ook steeds meer invloed in Syrië en kon als het nodig was een leger op de been brengen van meer dan 100.000 man. Na Nur ad-Dins dood in 1174 bleven Syrië en Egypte verenigd, en uiteindelijk greep Saladin in 1185 definitief de macht.
Enkele overwinningen, zoals de Slag bij Montgisard, hielden het Koninkrijk Jeruzalem nog op de been. Maar in 1187, na de verloren slag met het door Saladins Ajjoebiden geleide leger bij Hittin, werd Jeruzalem door de moslims heroverd. De kruisvaarders bleef nog slechts een smalle kuststrook langs de Middellandse Zee. Voor de verdediging ervan waren ze in toenemende mate afhankelijk van onervaren en politiek gemotiveerde versterkingen uit Europa.